# Luksemburg na Letnich Igrzyskach Olimpijskich 1988
Reprezentacja Luksemburga na Letnich Igrzyskach Olimpijskich 1988 w Seulu liczyła 8 zawodników.

## Reprezentanci Luksemburga na Igrzyskach

### Lekkoatletyka
Mężczyźni
- Justin Gloden – maraton – 36. miejsce
- Marco Sowa – chód 20 km – niesklasyfikowany

Kobiety
- Danièle Kaber – maraton – 7. miejsce

### Łucznictwo
Kobiety
- Ilse Martha Ries-Hotz – 48. miejsce

### Pływanie
Mężczyźni
- Yves Clausse

50 metrów stylem dowolnym – 28. miejsce
100 metrów stylem dowolnym – 35. miejsce
200 metrów stylem dowolnym – 38. miejsce
Kobiety
- Nancy Kemp-Arendt

100 metrów stylem klasycznym – 29. miejsce
200 metrów stylem klasycznym – 31. miejsce

### Sztrzelectwo
Mężczyźni
- Jean-Claude Kremer – Karabin pneumatyczny 10 m – 34. miejsce
- Roland Jacoby – Karabin małokalibrowy leżąc 50 m – 53. miejsce